# Béla Hamvas

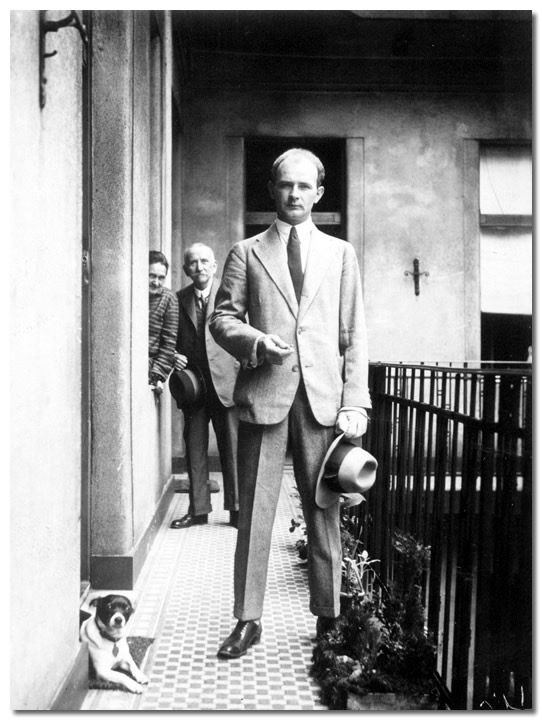
Béla Hamvas, Ende der 1920er Jahre

Béla Hamvas (* 23. März 1897 in Eperjes, Österreich-Ungarn, dem heutigen Prešov in der Slowakei; † 7. November 1968 in Budapest) war ein ungarischer Schriftsteller.

## Leben
Béla Hamvas wurde in eine interkonfessionelle Ehe geboren. Sein Vater durfte als evangelischer Pfarrer ob seiner katholischen Frau das Pfarramt nicht ausüben und war als Lehrer im Lyzeum in Pressburg tätig. Er publizierte ebenfalls. Nach dem Ersten Weltkrieg lag Bratislava innerhalb der neu errichteten Tschechoslowakei. Als der Vater den slowakischen Treueschwur auf die Tschechoslowakische Republik verweigerte, wurde die Familie ausgewiesen und musste 1918 nach Budapest umsiedeln. Hier besuchte Hamvas von 1919 bis 1923 die Katholische Pázmány Péter Universität und schrieb sich in deutscher Philologie ein. Darüber hinaus studierte er ungarische Literatur, belegte musiktheoretische Seminare am Konservatorium und besuchte Vorlesungen an der Medizinischen Fakultät. 1923 schloss er das Studium ab. Danach war er einige Jahre notgedrungen Journalist bei „Budapesti Hírlap“ und bei „Szózat“. Die Oberflächlichkeit und Sensationsgier dieser Arbeit empfand er als Entfremdung. Von 1927 bis 1948 arbeitete er in der Széchényi-Nationalbibliothek.
Hamvas heiratete am 11. Juni 1929 Ilona Angyal, trennte sich aber 1936 von ihr. Im darauf folgenden Jahr ehelichte er Katalin Kemény. Zwischen 1940 und 1944 wurde er dreimal zum Militärdienst einberufen. Im Kriegsjahr 1945 traf eine Bombe seine Wohnung. Dabei wurden alle seine bis dahin fertiggestellten Manuskripte sowie seine umfangreiche Bibliothek vernichtet. Mit der Machtergreifung der Kommunisten 1948 verlor er seine Stellung als Bibliothekar. Ein gemeinsam mit seiner Frau veröffentlichtes Buch über die ungarische Avantgarde-Malerei mit dem Titel Revolution in der Kunst – Abstraktion und Surrealismus in Ungarn war groben Angriffen durch Georg Lukács ausgesetzt. Hamvas erhielt Publikationsverbot. In der Form von Samisdat wurden seine Schriften handschriftlich oder kopiert unter der Hand weitergereicht. Katalin Kemény, die ihren Ehemann um drei Jahrzehnte überlebte, hat sich um den Erhalt und die Übersetzung seiner Schriften verdient gemacht.
Um seine Familie vor Restriktionen zu schützen, begab sich Hamvas nach Szentendre. Er meldete sich als Landarbeiter und lebte von dem geringen Ertrag eines Obstgartens. 1951 fand er eine Hilfsarbeitertätigkeit auf der Großbaustelle eines Kraftwerkes. Er wurde Verwalter der Materialausgabe. Dabei arbeitete er weiterhin unermüdlich an seinen Übersetzungen und literarischen Schriften.
Béla Hamvas starb an einem Schlaganfall 1968. Seine Frau ließ ihn in Szentendre bestatten.
Zu seiner Erinnerung bekränzt die Hamvas-Béla-Tischgesellschaft jedes Jahr in Balatonfüred eine dort aufgestellte Tafel.

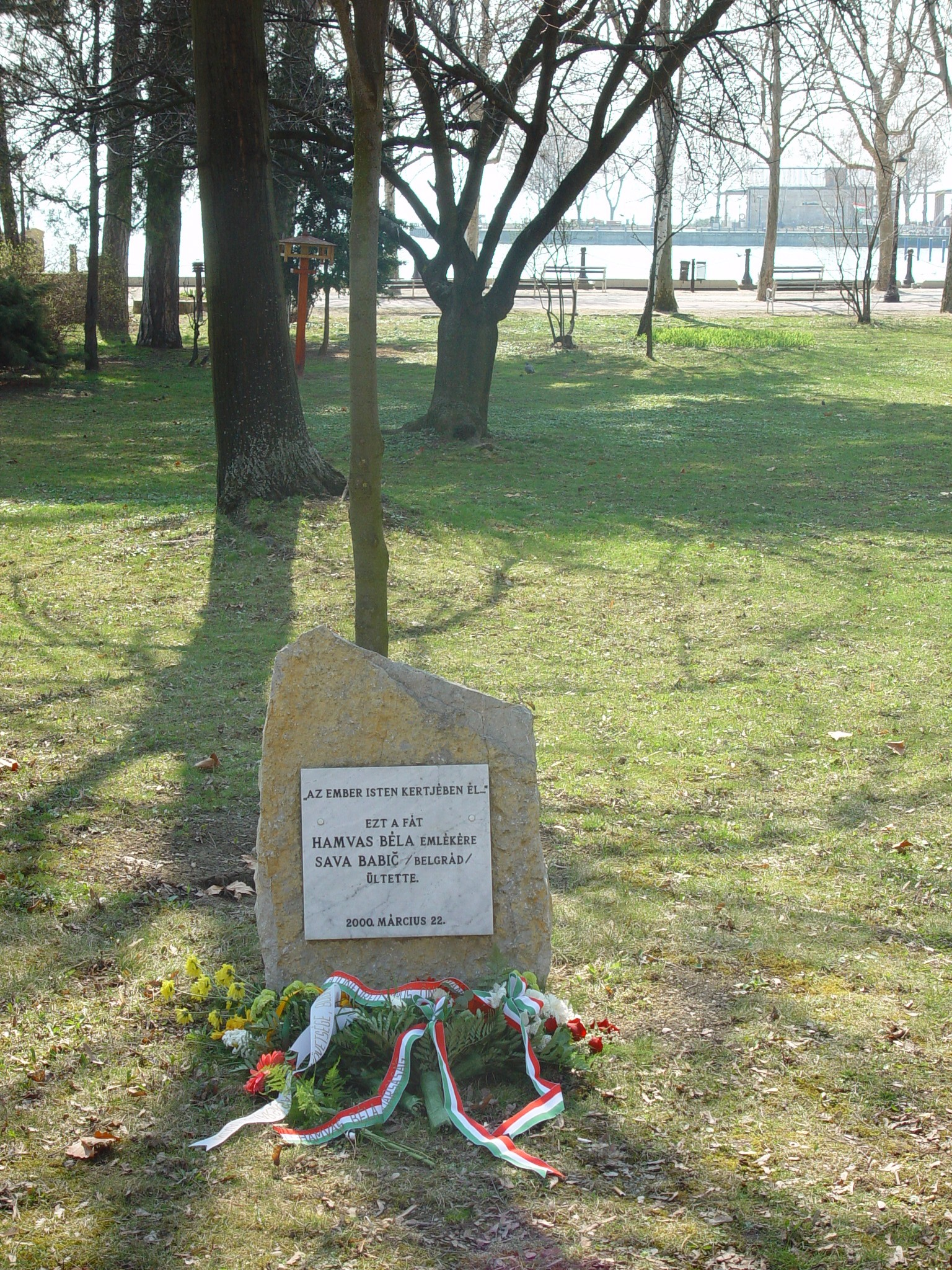
Gedenkstein in Balatonfüred

## Werk
1943 erschien die Unsichtbare Geschichte („Láthatalan történet“). 1944 beendete er den ersten Teil von „Scientia sacra“. Zwischen 1945 und 1948 redigierte er in den Heften der Universitätsdruckerei seine „Antológia humana - 5000 Jahre Weisheit“. 1945 entstand ebenfalls die "Philosophie des Weins".
1948 wurde er in die B-lista eingetragen und zwangsberentet. In Szentendre nahm er seine Arbeit an „Karnevál“ wieder auf und verfasste die Schriften „Unicorn“, „Silencium“, das „Geheime Notizbuch“ und die „Magia sutra“.
Von 1951 bis 1964 war er Lagerarbeiter in Inota, Tiszapalkonya und Bokod. Dort schrieb er „Patmos“, „Die Pforten der Alten“, „Sarepta“ und „Silvester“.
1964 wurde er erneut verrentet. Die bekannteren Werke bis zu seinem Tode sind: „Scientia sacra II“ und seine „Fünf nicht gehaltenen Vorlesungen über die Kunst“. Postum in den 1980er Jahren erschien „Karnevál“ und die „Antologia Humana“, womit die Verehrung seines Werkes begann. In der zweiten Ausgabe von „Karneval“ 1985 wurden wesentliche Passagen gestrichen. Ab den 1990er Jahren erschien eine Gesamtausgabe seiner Werke, die inzwischen auf fast 20 Bände angewachsen ist. Nach Meinung einiger Kenner seiner Texte erfasst sie bisher erst knapp die Hälfte seiner Schriften.
Sein gesamtes Werk ist ausgesprochen umfangreich, und dem deutschen Leser stehen nur Bruchstücke zur Verfügung. Seine Texte lassen sich allerdings bereits aufgrund der wenigen deutschsprachigen Publikationen seiner Essays, wie sie meistens bezeichnet werden, in klassische Essays und Erzählungen, bzw. Geschichten unterscheiden. Dabei gehört beispielsweise Kierkegaard in Sizilien überwiegend zu der ersten Kategorie und die Philosophie des Weins zur zweiten.

## Rezeption
In deutscher Sprache sind bisher nur die „Philosophie des Weines“, die beiden schmalen Essay-Bände "Silentium" und "Bäume" sowie im Berliner Verlag Matthes & Seitz unter dem Titel "Kierkegaard in Sizilien" – eine umfassendere Sammlung von Essays aus verschiedenen Schaffensperioden erschienen. Das Essay „Direkte Moral und schlechtes Gewissen“ („direkt moral és rossz lelkiismeret“) ist in einer Übersetzung von Gabor Altorjay abgedruckt mit dem Titel: Du kannst nicht leben wie die Sterne in dem Magazin "Flur", 2006.
Das Werk von Béla Hamvas wird an der Johannes Gutenberg-Universität Mainz erforscht. Der Arbeitsbereich Praktische Philosophie am Philosophischen Seminar unter Stephan Grätzel veranstaltet Seminare zu seinen deutschsprachigen Schriften und veröffentlichte 2007 einen Exkurs über Hamvas. 2008 veröffentlichte der Arbeitsbereich Praktische Philosophie zusammen mit der Internationalen Maurice-Blondel-Forschungsstelle für Religionsphilosophie in seinem Jahrbuch Praxis eine Hinführung zu den philosophisch-literarischen Motiven von Béla Hamvas auf der Grundlage der für deutschsprachige Leser zugänglichen Schriften.
In einigen Ländern Osteuropas sind seine Schriften weithin bekannt. Es gibt Übersetzungen ins Serbische, Kroatische und Russische. Die "Philosophie des Weins" wurde auch ins Englische und Französische übersetzt.
Mehrere Initiativen von Übersetzern und Lesern haben es sich zum Ziel gesetzt, die beiden zentralen literarischen Werke von Hamvas den deutschen Lesern zugänglich zu machen. Karlheinz Schweitzer übersetzt in Budapest die sechsbändige "Scientia Sacra". Eine Gruppe um den ungarischen Filmer Gabor Altorjay in Hamburg versucht, im Rahmen einer Online-Subskription eine Übersetzung von Karnevál zu organisieren.
Stephan Grätzel schreibt 2007, bezogen auf die Sinnlichkeit in Hamvas' Texten:
»Ohne dieses neue Verständnis von Sinnlichkeit zu entwickeln, kann es uns nicht gelingen, dem Essen wieder die Kultur zukommen zu lassen, die es verdient. Béla Hamvas kann zu einer solchen neuen Sinnlichkeit beitragen, seine Philosophie zeigt darüber hinaus den Zusammenhang mit der Natur über die Nahrung. Sie kann damit zu einer Kultur des Gedenkens und Verdankens zurückführen.«

## Werke
(nur deutschsprachige Ausgaben)
- Die Melancholie der Spätwerke. Berlin: Matthes & Seitz, 2008. (Auszug aus Kierkegaard in Sizilien, 2 Essays)
- Kierkegaard in Sizilien. Essays. Batterien, 76. Ausgewählt und mit einem Vorwort versehen von László F. Földényi. Aus dem Ungarischen von Akos Doma, Berlin: Matthes & Seitz 2006.
- Du kannst nicht leben wie die Sterne. Aus dem Ungarischen von Gabor Altorjay und Carsten Dane. In: H. Dreissig, M. Hirth, L. Laule, F. Weigand (HG): Flur. Magazin. Lagrev Verlag: Brückmühl bei München 2006, S. 29–48.
- Bäume. Essays aus dem Ungarischen von Wilhelm Droste. H-Szentendre: EDITIO M Verlag GmbH 2000.
- Philosophie des Weins. Aus dem Ungarischen von Hans Skirecki. Herausgegeben von Gerhard Wehr. Grafing: Editio Marika Marghescu 1999.
- Silentium. Essays. Aus dem Ungarischen von Jörg Buschmann. Herausgegeben von Gerhard Wehr. Grafing: Editio Marika Marghescu 1999.